# Laurence Modaine-Cessac
Laurence Modaine-Cessac (* 28. Dezember 1964 in Douai) ist eine ehemalige französische Florettfechterin.

## Erfolge
Laurence Modaine-Cessac nahm an vier Olympischen Spielen teil. Bei den Olympischen Spielen 1984 in Los Angeles unterlag sie gemeinsam mit Véronique Brouquier, Brigitte Latrille-Gaudin, Anne Meygret und Pascale Trinquet nach zwei Auftaktsiegen zwar im Halbfinale Rumänien, sicherte sich gegen die italienische Equipe im letzten Gefecht aber die Bronzemedaille. Die Einzelkonkurrenz beendete sie nach einer 7:9-Viertelfinalniederlage gegen Cornelia Hanisch auf Rang sechs. 1988 in Seoul erreichte sie dagegen nur den 33. Platz im Einzel und den siebten Platz mit der Mannschaft. Sowohl bei den Spielen 1992 in Barcelona als auch bei den Spielen 1996 in Atlanta verpasste sie einen Medaillengewinn im Einzel knapp. 1992 unterlag sie zunächst im Halbfinale Wang Huifeng und schließlich im Gefecht um Bronze Tatjana Sadowskaja. Auch 1996 hatte sie im Halbfinale das Nachsehen, als sie gegen Valentina Vezzali verlor. Gegen Giovanna Trillini verlor sie auch ein weiteres Mal das Gefecht um Bronze. Beide Male, 1992 und 1996, schloss Modaine-Cessac den Mannschaftswettbewerb auf Rang fünf ab. Bei Weltmeisterschaften gewann sie 1994 in Athen Bronze im Einzel.